# Sanne Parlevliet
Sanne Parlevliet (Groningen, 7 augustus 1977) is een Nederlandse onderzoeker, kinderboekenschrijver en vertaler.

## Biografie
Parlevliet groeide op in Zeist. Ze studeerde Nederlandse taal- en letterkunde aan de Rijksuniversiteit Groningen. Daarnaast deed ze voor een jaar de opleiding Docent drama aan de Hogeschool voor de kunsten in Arnhem en de regieopleiding aan de Hogeschool voor de kunsten in Amsterdam. Ook werkte ze in het Kinderboekenmuseum. Parlevliet promoveerde aan de Rijksuniversiteit Groningen op een proefschrift over kinderboekbewerkingen van de klassiekers Reynaert de Vos, Robinson Crusoë, Gullivers reizen en Tijl Uilenspiegel. Momenteel is ze universitair hoofddocent aan de Rijksuniversiteit Groningen.

## Nominaties en prijzen
| Jaar | Boek                        | ISBN          | Resultaat   | Prijs                                   | Categorie                       |
| ---- | --------------------------- | ------------- | ----------- | --------------------------------------- | ------------------------------- |
| 2009 | Zus                         | 9789047506010 | Gewonnen    | Fonds voor de Letteren                  | Stimuleringsbeurs               |
| 2010 | Meesterwerken met ezelsoren | 9789087041212 | Gewonnen    | Stichting Praemium Erasmianum           | Praemium Erasmianum Studieprijs |
| 2012 | Juttersjong                 | 9789047506010 | Genomineerd | Stichting Het Grote Gebeuren            | Beste Groninger Boek            |
| 2015 | Pitstop                     | 9789089671530 | Gewonnen    | Internationale Jugendbibliothek München | White Raven 2015                |

- Bibliothèque nationale de France: cb16199728h (data)
- Gemeinsame Normdatei: 1074551702
- International Standard Name Identifier: 0000 0000 8013 0796
- Library of Congress Control Number: n2010036176
- Nederlandse Thesaurus van Auteursnamen: 296098183
- Système universitaire de documentation: 144700441
- Virtual International Authority File: 120752814
- WorldCat: E39PBJvXjRKdXTJqVCt4T7ttKd